# Sydney Futures Exchange
Die Sydney Futures Exchange (SFE) war die zehntgrößte Derivatebörse der Welt und bot Derivate für Zinssätze, Aktien, Währungen und Rohstoffe an. Die SFE hat ihren Sitz in Sydney und ist heute Teil der Australian Securities Exchange (ASX).

## Geschichte
Die Sydney Futures Exchange (SFE) nahm 1960 ihren Handel als Sydney Greasy Wool Futures Exchange (SGWFE) auf, um australischen Wollhändlern die Absicherung zu erleichtern. Die SGWFE wuchs schnell und entwickelte sich Mitte der 1960er Jahre zum weltweit führenden Terminmarkt.
1987 war die SFE die erste Devisenbörse, die ihre Futures- und Optionsprodukte in den USA vermarktete. Zwei Jahre später erweiterte die SFE ihren normalen Parketthandel mit der Einführung von SYCOM, einer elektronischen Handelsplattform für den nachbörslichen Handel. 1999 schloss die SFE ihren Parketthandel und ersetzte das traditionelle offene Handelssystem durch einen 24-Stunden-Bildschirmhandel. Die SFE war die erste Börse im asiatisch-pazifischen Raum, die von der US-amerikanischen Commodity Futures Trading Commission (CFTC) die Genehmigung zur Einrichtung von Handelsterminals in den USA erhielt.
Im Jahr 2006 fusionierte die Sydney Futures Exchange mit der Australian Stock Exchange zur ASX Group, die bis zu ihrer Umbenennung im Jahr 2010 als Australian Securities Exchange bekannt war.

## Angebot
Ihre aktivsten Produkte sind:
- SPI 200 Futures – Futures-Kontrakte auf einen Index, der die 200 größten Aktien der australischen Börse nach Marktkapitalisierung abbildet.
- AU 90-Tage Bank Accepted Bill Futures – das australische Äquivalent zu T-Bill-Futures.
- 3-Jahres-Anleihen-Futures – Futures-Kontrakte auf australische 3-Jahres-Anleihen.
- 10-Jahres-Anleihen-Futures – Futures-Kontrakte auf australische 10-Jahres-Anleihen.
- Die ASX handelt mit Futures auf die ASX 50, ASX 200 und ASX-Immobilienindizes sowie auf Getreide, Strom und Wolle. Optionen auf Getreide-Futures werden ebenfalls gehandelt.